# Grgič
Grgič je priimek v Sloveniji, ki ga je po podatkih Statističnega urada Republike Slovenije na dan 1.januarja 2012 uporabljalo 153 oseb.

## Znani nosilci priimka
- Janja Žagar (-Grgič) (*1961), etnologinja
- Jožica Grgič (*1956), novinarka
- Marta Grgič Vitek, javnozdravstvena strokovnjakinja
- Matejka Grgič (*1974), jezikoslovka slovenistka, prevodoslovka
- Matic Grgič, digitalni umetnik, izdelovalec špice pri filmu
- Milka Grgič in Mojca Grgič, knjižničarki
- Robert Grgič (*1986), telovadec
- Silvo Grgič (1925—2008), publicist o zgodovini 2.svetovne vojne na Slovenskem
- Svet(k)o Grgič (1931—2024), glasbenik, hornist, zborovodja, ravnatelj Glasbene matice v Trstu
- Željko Grgič (1907—?), član organizacije TIGR